# Quand je serai petit
Pour plus de détails, voir Fiche technique et Distribution.
Quand je serai petit est une comédie dramatique française écrite et réalisée par Jean-Paul Rouve, sortie le 13 juin 2012.

## Synopsis
Mathias est un paysagiste de quarante ans. Lors d'une croisière avec son épouse il aperçoit un enfant qui lui ressemble lorsqu'il avait dix ans. Intrigué, il tente de retrouver l'enfant et découvre que celui-ci porte le même nom que lui, que ses parents portent le même nom que les siens et que cette famille est point pour point la sienne trente ans en arrière.
Sachant ce qui attend l'enfant, le Mathias adulte va tenter de corriger les erreurs commises dans son enfance par ses parents et par lui-même.

## Fiche technique
- Réalisation : Jean-Paul Rouve
- Scénario : Benoît Graffin et Jean-Paul Rouve
- Photographie : Christophe Offenstein
- Musiques et chanson originale : Emilie Simon
- Montage : Marie-Julie Maille
- Son : Christian Monheim, Francis Wargnier et Marc Doisne
- Décors : Laurent Ott
- Costumes : Carine Sarfati
- Société de production : Elia Films, en association avec Cinémage 6
- Durée : 95 minutes
- Genre : comédie dramatique
- Date de sortie :
  -  France : 13 juin 2012
  -  Belgique : 1er août 2012

## Distribution
- Jean-Paul Rouve : Mathias, paysagiste parisien
- Benoît Poelvoorde : Jean, le père du jeune Mathias
- Miljan Chatelain : Mathias jeune (10 ans), à Dunkerque
- Arly Jover : Ana, la femme de Mathias
- Xavier Beauvois : Stéphane, l'associé et ami de Mathias
- Miou-Miou : Jacqueline, la mère de Mathias
- Claude Brasseur : Maurice, le compagnon de Jacqueline, antiquaire retraité
- Lolita Offenstein : Philippine, la fille de Mathias et d'Ana (13 ans)
- Lisa Martino : Jacqueline, la mère du jeune Mathias
- Gilles Lellouche : Maurice, antiquaire dunkerquois
- Rémy Gillodts : Julien, meilleur ami de Mathias (10 ans)

## Production
- Production déléguée : Elia Films
- Coproduction : Les Films du Monsieur, Mars films
- Production étrangère : Scope Pictures
- Distribution France : Mars Distribution
- Distribution Belgique: Les Films de l'Elysée